# Михайловка (Октябрський район)
Миха́йловка (рос. Михайловка) — село у складі Октябрського району Оренбурзької області, Росія.

## Населення
Населення — 136 осіб (2010; 201 у 2002).
Національний склад (станом на 2002 рік):
- росіяни — 56 %
- казахи — 41 %